# Piscine Jutier
La piscine Jutier est un bâtiment thermal gallo-romain situé à Plombières-les-Bains dans le département français des Vosges dans la région historique de Lorraine.
À l'instar du Bain romain et du Robinet romain, elle est le témoignage de l'ancienneté de l'activité thermale à Plombières, où les sources d'eau chaude naturelles qui émergent au fond de la vallée sont captées et exploitées depuis l'Antiquité.

## Historique

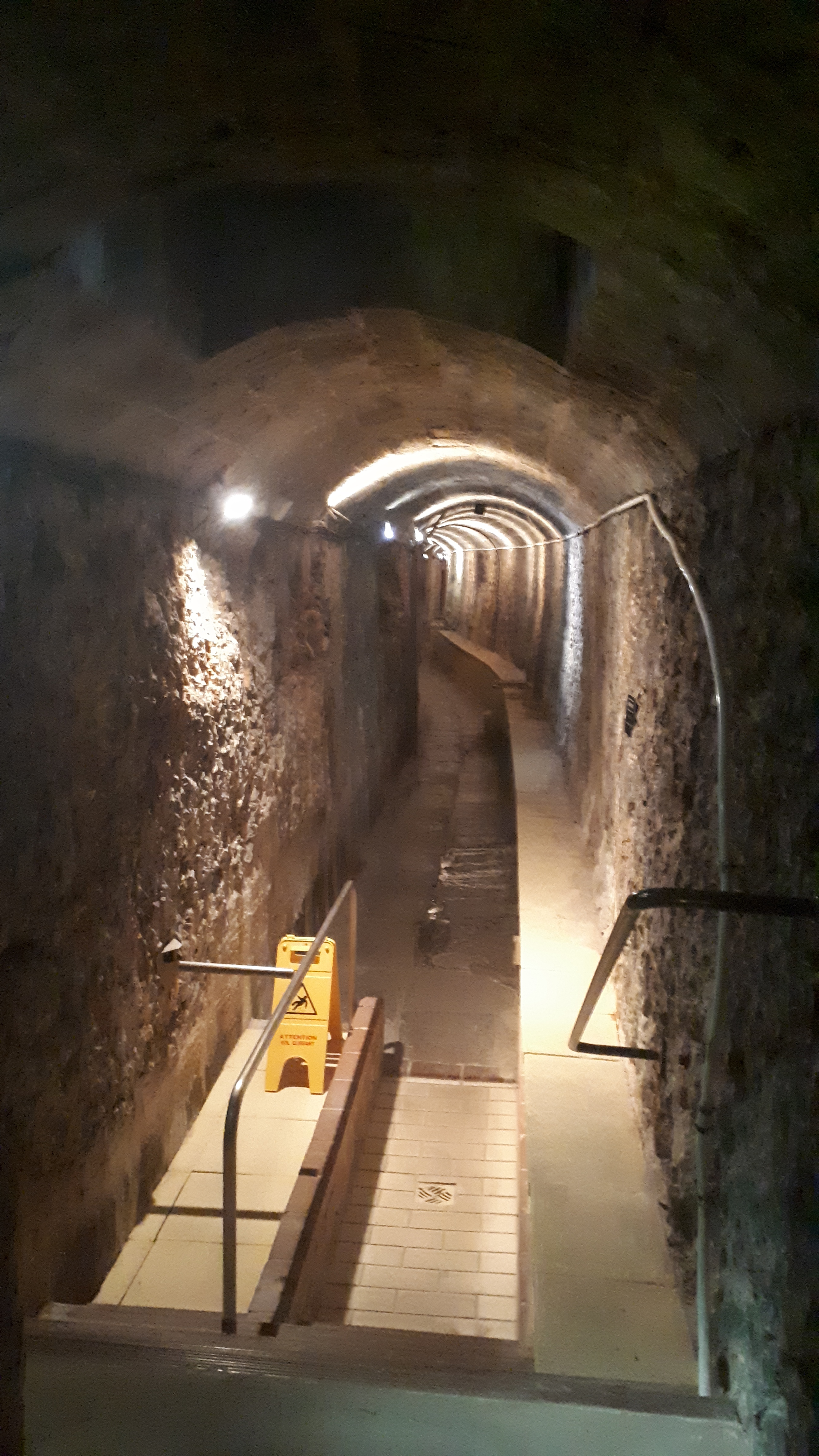
La galerie Jutier à Plombières-les-Bains creusée en 1857-1859 lors des travaux de Prosper Jutier.

Les informations concernant le site de la piscine en lui-même sont rares, faute de concordances dans les récits, d'absence d'écrits, anciens et contemporains.
La construction de la piscine daterait du IIe siècle sous l'empire romain, ancienne piscine qui était emplie d'eau tempérée et dans laquelle se baignaient les romains après leur bain de vapeur dans l'étuve romaine.
Prosper Jutier a indiqué qu'il s'agissait de la piscine romaine de l'étuve chauffée par le Robinet romain, remplie d'eau tempéré et où l'on pouvait s'y plonger après le bain de vapeur. L'étuve avec le Robinet, la piscine et le Bain constituaient un ensemble thermal cohérent durant l'Antiquité.
L'étuve romaine avec son Robinet fermé fut ensevelie et perdue après l'Antiquité. Avant l'excavation par Jutier de l'étuve romaine et de l'étuve Stanislas (ou étuve des Pauvres) en 1857, le site était occupé par la petite étuve Bassompierre reconstruite par François de Bassompierre qui a séjourné à Plombières pendant trois mois en 1605 et restaurée en 1811-1812, sous forme de tumulus devant la maison Hérisé et à l'angle de la maison Lambinet (future maison Résal) à l'époque de Léopold Turck puis de Prosper Jutier.
La piscine serait restée en usage jusqu'au XVe siècle avant d'être également ensevelie.
Il ne subsistait des constructions antiques visibles que le Bain romain à la Renaissance.
Entre les XVIe et XVIIe siècles, de nombreuses publications, rédigées principalement par des médecins, mentionnent la présence de constructions romaines à Plombières. Michel de Montaigne évoque les bains dans ses Essais après son séjour en septembre 1580. En 1748, Dom Calmet dans son ouvrage Traité historique des eaux et des bains de Plombières, de Luxeuil et de Bains apporta des précisions relatives aux bains.
En 1857, l'ingénieur des mines Prosper Jutier est chargé par Napoléon III d'entreprendre un vaste chantier de fouilles dans le sous-sol de Plombières, afin d'augmenter le débit des sources minérales en retrouvant les captages romains de façon à les recueillir dans les meilleures conditions de température et de pureté. Il découvre ainsi une piscine rectangulaire qui fait partie de l'ensemble thermal gallo-romain.
Les vestiges de la piscine sont classés au titre des monuments historiques par arrêté du 11 août 1980.

## Architecture

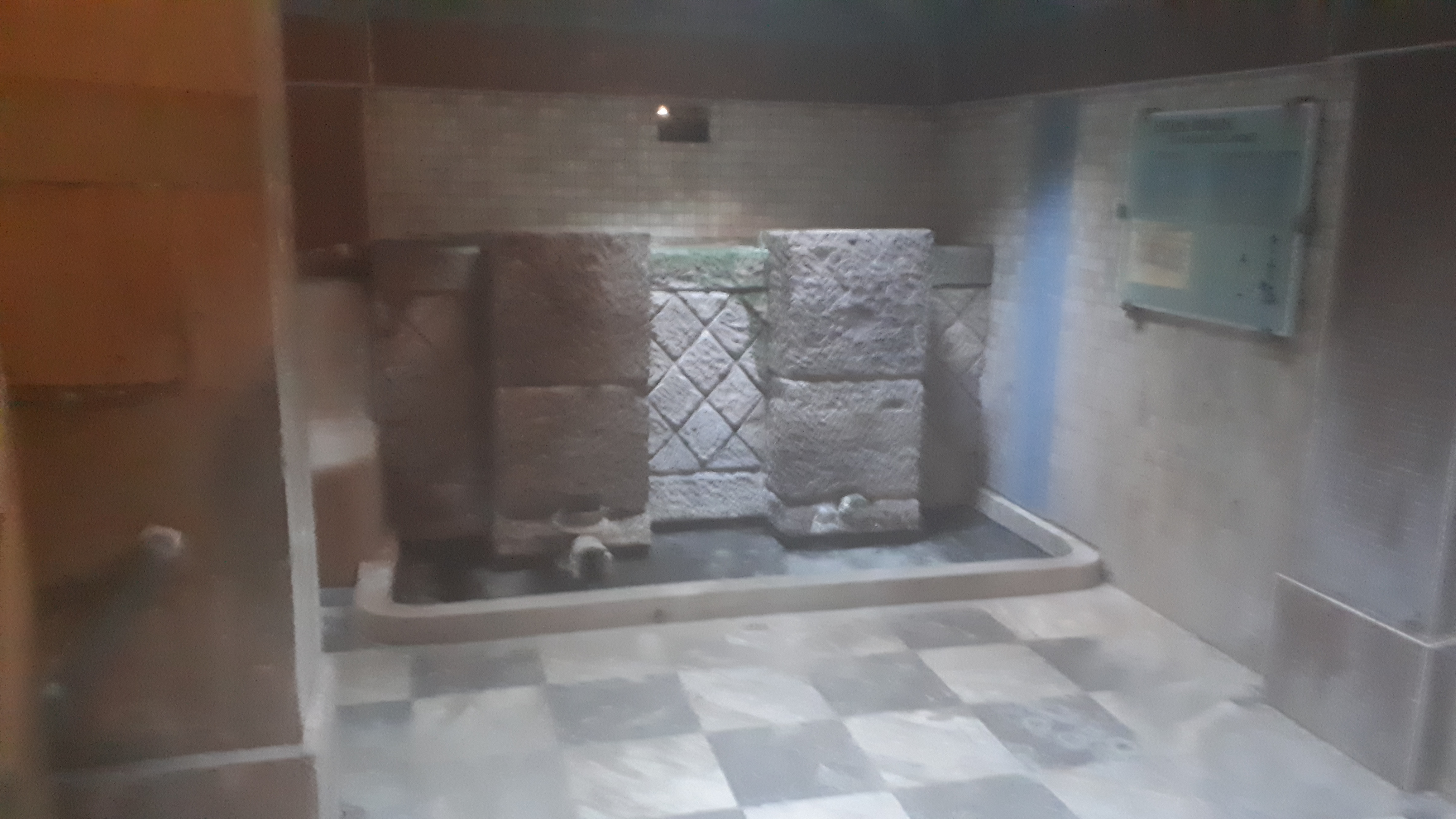
Le Robinet romain de Plombières-les-Bains dans l'étuve romaine sous la rue Stanislas.

La piscine est de forme rectangulaire, longue de 10 mètres sur 6,7 mètres de large. Elle fut construite en pierre de taille de grès des Vosges, de couleur gris/rose. Les parois sont composées de gros blocs assemblés. Des gradins se trouvent en amont et en aval, similaire à ceux du Bain romain.

## Localisation
Les vestiges du bâtiment thermal gallo-romain se trouvent en sous-sol de la rue Stanislas, l'angle nord-ouest longeant la maison des Arcades. On y accède par une trappe et une échelle permet d'accéder à la piscine par un étroit couloir. Des carreaux de verre colorés matérialisent son emplacement sur le trottoir et laissent passer la lumière, la voirie reposant sur des poutres de béton.
L'étuve du Robinet romain se trouve à côté en amont et la galerie Jutier longe au sud sous la rue Stanislas, sans communiquer avec la piscine. Aucune source n'est présente dans la piscine, mais la proximité immédiate des sources thermales maintient une humidité et une chaleur constante.
La piscine n'est pas aménagée pour l'accueil du public et est accessible uniquement lors des Journées européennes du patrimoine.